# Allogalumna incompleta
Allogalumna incompleta är en kvalsterart som beskrevs av Sandór Mahunka 1988. Allogalumna incompleta ingår i släktet Allogalumna och familjen Galumnidae. Inga underarter finns listade i Catalogue of Life.